# Segunda División de España 1949-50
La temporada 1949–50 de la Segunda División de España de fútbol corresponde a la 19.ª edición del campeonato y se disputó entre el 4 de septiembre de 1949 y el 23 de abril de 1950.
El campeón de Segunda División fue el Real Santander SD.

## Sistema de competición
La Segunda División de España 1949/50 fue organizada por la Federación Española de Fútbol (RFEF).
El campeonato contó con la participación de 32 clubes divididos en dos grupos de 16 equipos, agrupándose por criterios de proximidad geográfica, y se disputó siguiendo un sistema de liga, de modo que los 16 equipos de cada grupo se enfrentaron entre sí, todos contra todos en dos ocasiones -una en campo propio y otra en campo contrario- sumando un total de 30 jornadas. El orden de los encuentros se decidió por sorteo antes de empezar la competición.
Se estableció una clasificación con arreglo a los puntos obtenidos en cada enfrentamiento, a razón de dos por partido ganado, uno por empatado y ninguno en caso de derrota. En caso de empate a puntos entre dos o más clubes en la clasificación, se tuvo en cuenta el mayor cociente de goles. 
Los dos primeros clasificados de cada grupo pasaron a la Fase de Ascenso, consistente en una liguilla, disputada también a doble partido. Se aplicaron los mismos criterios de puntuación que en la liga regular. Los dos primeros clasificados al término de las seis jornadas lograron el ascenso a Primera División para la próxima temporada, mientras que los otros dos equipos jugaron una promoción a partido único en campo neutral frente a dos equipos de Primera División.
Los últimos clasificados de cada grupo descendían directamente a Tercera División, mientras que los penúltimos y antepenúltimos clasificados jugaron la promoción de permanencia a partido único en campo neutral frente a los equipos que habían quedado terceros y cuartos clasificados en las fase finales de ascenso de Tercera División.

## Clubes participantes
| Datos de ascensos y descensos con respecto a la temporada anterior |
| --- |
| CD Alcoyano y CD Sabadell CF descienden de Primera División. Real Sociedad y CD Málaga ascienden a Primera División. Albacete Balompié, Arosa SC, Atlético Tetuán, Cartagena CF, RCD Córdoba, Elche CF, Club Erandio, Gimnástica de Torrelavega, UD Lérida, RB Linense, SG Lucense, RCD Mallorca, CD Numancia, UD Orensana, Atlético Osasuna, AD Plus Ultra, UD Salamanca y Zaragoza CF ascienden a Segunda División. |

### Grupo I
| Equipo                                     | Ciudad               | Estadio            |
| ------------------------------------------ | -------------------- | ------------------ |
| Arosa Sociedad Cultural                    | Villagarcía de Arosa | La Lomba           |
| Club de Fútbol Badalona                    | Badalona             | Avenida de Navarra |
| Club Deportivo Baracaldo Altos Hornos      | Baracaldo            | Lasesarre          |
| Club Erandio                               | Erandio              | Ategorri           |
| Club Ferrol                                | Ferrol               | Inferniño          |
| Gerona Club de Fútbol                      | Gerona               | Vista Alegre       |
| Real Gijón                                 | Gijón                | El Molinón         |
| Real Sociedad Gimnástica de Torrelavega    | Torrelavega          | El Malecón         |
| Unión Deportiva Lérida                     | Lérida               | Campo de Deportes  |
| Sociedad Gimnástica Lucense                | Lugo                 | Los Miñones        |
| Club Deportivo Numancia                    | Soria                | San Andrés         |
| Unión Deportiva Orensana                   | Orense               | O Couto            |
| Club Atlético Osasuna                      | Pamplona             | San Juan           |
| Centro de Deportes Sabadell Club de Fútbol | Sabadell             | Cruz Alta          |
| Real Santander Sociedad Deportiva          | Santander            | El Sardinero       |
| Zaragoza Club de Fútbol                    | Zaragoza             | Torrero            |

### Grupo II
| Equipo                          | Ciudad                    | Estadio                    |
| ------------------------------- | ------------------------- | -------------------------- |
| Albacete Balompié               | Albacete                  | Parque de los Mártires     |
| Club Deportivo Alcoyano         | Alcoy                     | El Collao                  |
| Club Atlético Tetuán            | Tetuán                    | Varela                     |
| Cartagena Club de Fútbol        | Cartagena                 | El Almarjal                |
| Club Deportivo Castellón        | Castellón de la Plana     | Castalia                   |
| Real Club Deportivo Córdoba     | Córdoba                   | El Arcángel                |
| Elche Club de Fútbol            | Elche                     | Altabix                    |
| Granada Club de Fútbol          | Granada                   | Los Cármenes               |
| Hércules Club de Fútbol         | Alicante                  | La Viña                    |
| Levante Unión Deportiva         | Valencia                  | Vallejo                    |
| Real Balompédica Linense        | La Línea de la Concepción | La Balompédica             |
| Real Club Deportivo Mallorca    | Palma de Mallorca         | El Fortín                  |
| Club Deportivo Mestalla         | Valencia                  | Mestalla                   |
| Club Real Murcia                | Murcia                    | La Condomina               |
| Agrupación Deportiva Plus Ultra | Madrid                    | Velódromo de Ciudad Lineal |
| Unión Deportiva Salamanca       | Salamanca                 | El Calvario                |

## Primera fase

### Grupo I

#### Clasificación
| Pos. | Equipo                          | Pts. | PJ | G  | E | P  | GF | GC | Dif. | Clasificación                     |
| ---- | ------------------------------- | ---- | -- | -- | - | -- | -- | -- | ---- | --------------------------------- |
| 1    | Real Santander S. D. (C)        | 48   | 30 | 24 | 0 | 6  | 99 | 47 | +52  | Acceso a Fase de ascenso          |
| 2    | U. D. Lérida                    | 41   | 30 | 20 | 1 | 9  | 76 | 46 | +30  | Acceso a Fase de ascenso          |
| 3    | Real Gijón                      | 39   | 30 | 17 | 5 | 8  | 89 | 46 | +43  |                                   |
| 4    | Zaragoza C. F.                  | 38   | 30 | 17 | 4 | 9  | 77 | 59 | +18  |                                   |
| 5    | R. S. Gimnástica de Torrelavega | 37   | 30 | 15 | 7 | 8  | 73 | 54 | +19  |                                   |
| 6    | C. D. Sabadell C. F.            | 30   | 30 | 13 | 4 | 13 | 84 | 63 | +21  |                                   |
| 7    | C. A. Osasuna                   | 28   | 30 | 13 | 2 | 15 | 71 | 77 | −6   |                                   |
| 8    | U. D. Orensana                  | 28   | 30 | 11 | 6 | 13 | 44 | 49 | −5   |                                   |
| 9    | Gerona C. F.                    | 27   | 30 | 12 | 3 | 15 | 49 | 69 | −20  |                                   |
| 10   | C. D. Baracaldo Altos Hornos    | 26   | 30 | 10 | 6 | 14 | 45 | 62 | −17  |                                   |
| 11   | S. G. Lucense                   | 25   | 30 | 12 | 1 | 17 | 54 | 65 | −11  |                                   |
| 12   | Club Ferrol                     | 25   | 30 | 11 | 3 | 16 | 63 | 81 | −18  |                                   |
| 13   | C. D. Numancia                  | 24   | 30 | 11 | 2 | 17 | 51 | 71 | −20  |                                   |
| 14   | Club Erandio (D)                | 24   | 30 | 11 | 2 | 17 | 54 | 86 | −32  | Acceso a Promoción de permanencia |
| 15   | C. F. Badalona                  | 23   | 30 | 11 | 1 | 18 | 66 | 80 | −14  | Acceso a Promoción de permanencia |
| 16   | Arosa S. C. (D)                 | 17   | 30 | 7  | 3 | 20 | 44 | 84 | −40  | Descenso a Tercera División       |

 Fuente: BDFutbol
Criterios de clasificación: Puntos · Diferencia de goles · Goles a favor · Play-off

#### Resultados
| Local \ Visitante               | ARO | BAD | BAR | ERA  | FER | GER | GIJ | GTO | LER | LUC | NUM | ORE | OSA | RSA | SAB | ZAR |
| ------------------------------- | --- | --- | --- | ---- | --- | --- | --- | --- | --- | --- | --- | --- | --- | --- | --- | --- |
| Arosa S. C.                     | —   | 3–0 | 1–1 | 3–1  | 3–0 | 2–1 | 2–0 | 2–1 | 2–3 | 1–3 | 2–1 | 0–2 | 2–2 | 1–4 | 0–3 | 0–2 |
| C. F. Badalona                  | 5–1 | —   | 8–2 | 0–1  | 4–2 | 4–0 | 2–1 | 3–1 | 1–3 | 3–1 | 3–1 | 5–3 | 3–1 | 2–3 | 5–0 | 2–4 |
| C. D. Baracaldo Altos Hornos    | 3–3 | 2–2 | —   | 4–1  | 3–2 | 2–0 | 0–4 | 2–1 | 0–0 | 2–1 | 3–1 | 1–1 | 2–1 | 1–2 | 1–1 | 1–0 |
| Club Erandio                    | 6–2 | 5–3 | 4–1 | —    | 2–2 | 1–1 | 3–2 | 0–2 | 4–1 | 3–2 | 1–0 | 0–1 | 1–0 | 2–5 | 5–2 | 1–4 |
| Club Ferrol                     | 7–0 | 4–0 | 1–0 | 3–2  | —   | 3–2 | 2–5 | 7–2 | 2–1 | 3–2 | 4–0 | 1–0 | 3–4 | 2–4 | 0–0 | 5–1 |
| Gerona C. F.                    | 4–2 | 3–1 | 2–1 | 3–0  | 5–2 | —   | 1–1 | 2–1 | 0–2 | 2–1 | 3–0 | 4–1 | 3–0 | 1–4 | 1–0 | 2–2 |
| Real Gijón                      | 6–1 | 3–1 | 2–1 | 3–0  | 2–2 | 5–2 | —   | 3–2 | 0–1 | 3–1 | 9–0 | 5–2 | 6–1 | 4–0 | 1–3 | 3–1 |
| R. S. Gimnástica de Torrelavega | 4–1 | 4–1 | 2–1 | 3–2  | 3–1 | 4–1 | 2–2 | —   | 2–1 | 4–1 | 4–1 | 0–0 | 5–1 | 0–1 | 1–1 | 6–2 |
| U. D. Lérida                    | 3–0 | 6–4 | 1–0 | 3–1  | 6–1 | 4–0 | 1–2 | 3–1 | —   | 9–2 | 6–2 | 4–1 | 5–4 | 1–2 | 3–2 | 1–2 |
| S. G. Lucense                   | 3–2 | 5–0 | 0–1 | 5–1  | 5–0 | 2–0 | 2–1 | 1–2 | 0–1 | —   | 1–2 | 1–0 | 3–0 | 2–1 | 1–0 | 1–2 |
| C. D. Numancia                  | 4–1 | 2–0 | 2–3 | 4–0  | 5–0 | 6–0 | 2–0 | 1–1 | 0–1 | 1–3 | —   | 3–0 | 3–2 | 2–1 | 1–1 | 2–1 |
| U. D. Orensana                  | 1–0 | 5–0 | 4–2 | 1–2  | 5–0 | 3–0 | 1–1 | 1–1 | 0–1 | 1–1 | 2–0 | —   | 1–0 | 1–0 | 3–1 | 1–1 |
| C. A. Osasuna                   | 1–0 | 4–0 | 2–0 | 4–1  | 2–0 | 3–0 | 3–7 | 5–5 | 5–2 | 4–1 | 4–1 | 3–1 | —   | 0–2 | 6–2 | 1–0 |
| Real Santander S. D.            | 3–2 | 6–3 | 4–1 | 4–1  | 2–0 | 5–2 | 3–2 | 2–3 | 4–1 | 8–0 | 5–0 | 4–1 | 6–4 | —   | 7–2 | 4–1 |
| C. D. Sabadell C. F.            | 5–1 | 2–1 | 3–2 | 11–1 | 5–1 | 3–4 | 2–4 | 3–4 | 0–1 | 4–2 | 6–2 | 5–1 | 8–1 | 4–1 | —   | 5–1 |
| Zaragoza C. F.                  | 5–4 | 2–0 | 6–2 | 7–2  | 6–3 | 4–0 | 2–2 | 2–2 | 2–1 | 4–1 | 4–2 | 3–0 | 4–3 | 1–2 | 1–0 | —   |

### Grupo II

#### Clasificación
| Pos. | Equipo              | Pts. | PJ | G  | E | P  | GF | GC | Dif. | Clasificación                     |
| ---- | ------------------- | ---- | -- | -- | - | -- | -- | -- | ---- | --------------------------------- |
| 1    | C. D. Alcoyano (C)  | 41   | 30 | 19 | 3 | 8  | 69 | 41 | +28  | Acceso a Fase de ascenso          |
| 2    | Real Murcia C. F.   | 38   | 30 | 18 | 2 | 10 | 80 | 49 | +31  | Acceso a Fase de ascenso          |
| 3    | A. D. Plus Ultra    | 38   | 30 | 17 | 4 | 9  | 68 | 52 | +16  |                                   |
| 4    | U. D. Salamanca     | 34   | 30 | 16 | 2 | 12 | 55 | 68 | −13  |                                   |
| 5    | Atlético de Tetuán  | 33   | 30 | 15 | 3 | 12 | 55 | 40 | +15  |                                   |
| 6    | C. D. Mestalla      | 33   | 30 | 14 | 5 | 11 | 45 | 52 | −7   |                                   |
| 7    | Albacete Balompié   | 31   | 30 | 14 | 3 | 13 | 73 | 54 | +19  |                                   |
| 8    | R. C. D. Córdoba    | 31   | 30 | 12 | 7 | 11 | 61 | 55 | +6   |                                   |
| 9    | Granada C. F.       | 30   | 30 | 14 | 2 | 14 | 71 | 53 | +18  |                                   |
| 10   | Hércules C. F.      | 29   | 30 | 12 | 5 | 13 | 58 | 50 | +8   |                                   |
| 11   | R. C. D. Mallorca   | 29   | 30 | 13 | 3 | 14 | 62 | 61 | +1   |                                   |
| 12   | R. B. Linense       | 27   | 30 | 10 | 7 | 13 | 75 | 76 | −1   |                                   |
| 13   | Levante U. D.       | 25   | 30 | 8  | 9 | 13 | 46 | 77 | −31  |                                   |
| 14   | Elche C. F. (D)     | 23   | 30 | 11 | 3 | 16 | 46 | 67 | −21  | Acceso a Promoción de permanencia |
| 15   | Cartagena C. F.     | 21   | 30 | 10 | 1 | 19 | 54 | 69 | −15  | Acceso a Promoción de permanencia |
| 16   | C. D. Castellón (D) | 15   | 30 | 6  | 3 | 21 | 23 | 77 | −54  | Descenso a Tercera División       |

 Fuente: BDFutbol
Criterios de clasificación: Puntos · Diferencia de goles · Goles a favor · Play-off
Notas:
1. ↑  El Elche figura con 2 puntos menos por sanción, al no presentarse a disputar los 17 minutos restantes del partido en su enfrentamiento contra el Murcia correspondiente a la jornada 28.

#### Resultados
| Local \ Visitante  | ALB | ALC | ATT | CAR | CAS | COR | ELC | GRA | HER | LEV | LIN | MLL | MES | MUR | PLU | SAL  |
| ------------------ | --- | --- | --- | --- | --- | --- | --- | --- | --- | --- | --- | --- | --- | --- | --- | ---- |
| Albacete Balompié  | —   | 2–1 | 3–2 | 6–3 | 5–0 | 3–0 | 2–1 | 6–1 | 1–0 | 5–1 | 1–1 | 3–2 | 1–2 | 5–3 | 5–0 | 10–0 |
| C. D. Alcoyano     | 2–1 | —   | 4–1 | 4–1 | 2–0 | 3–1 | 4–1 | 2–1 | 3–1 | 3–0 | 3–0 | 3–1 | 2–2 | 5–2 | 2–0 | 5–1  |
| Atlético de Tetuán | 3–0 | 0–0 | —   | 2–0 | 4–0 | 4–0 | 4–0 | 0–2 | 5–1 | 6–0 | 2–0 | 2–0 | 3–0 | 1–0 | 2–0 | 2–1  |
| Cartagena C. F.    | 0–3 | 4–1 | 0–1 | —   | 1–2 | 4–1 | 2–0 | 3–0 | 4–1 | 2–0 | 6–2 | 4–2 | 2–1 | 1–5 | 1–1 | 6–0  |
| C. D. Castellón    | 2–0 | 0–2 | 2–0 | 2–0 | —   | 1–0 | 3–1 | 0–2 | 1–5 | 0–0 | 1–1 | 1–5 | 0–2 | 1–4 | 0–1 | 0–1  |
| R. C. D. Córdoba   | 3–0 | 5–3 | 1–1 | 2–1 | 1–1 | —   | 3–0 | 2–1 | 2–1 | 4–4 | 5–0 | 3–0 | 6–1 | 4–2 | 1–1 | 3–0  |
| Elche C. F.        | 4–2 | 1–2 | 3–1 | 3–1 | 4–0 | 1–0 | —   | 1–0 | 2–2 | 3–2 | 2–0 | 4–3 | 1–0 | 0–1 | 1–0 | 1–2  |
| Granada C. F.      | 4–2 | 0–0 | 3–1 | 6–1 | 6–0 | 1–2 | 3–1 | —   | 0–2 | 8–1 | 9–2 | 2–0 | 3–2 | 1–0 | 2–2 | 7–2  |
| Hércules C. F.     | 2–0 | 1–2 | 0–2 | 4–1 | 3–0 | 2–2 | 3–0 | 1–3 | —   | 3–2 | 5–1 | 2–1 | 1–2 | 3–0 | 1–2 | 6–0  |
| Levante U. D.      | 2–2 | 0–1 | 1–1 | 1–0 | 4–1 | 2–2 | 4–3 | 3–2 | 1–1 | —   | 2–0 | 2–2 | 1–1 | 1–1 | 3–2 | 4–2  |
| R. B. Linense      | 1–1 | 1–2 | 5–1 | 8–2 | 7–3 | 1–1 | 8–2 | 2–1 | 2–2 | 4–0 | —   | 4–0 | 4–1 | 4–2 | 3–1 | 1–1  |
| R. C. D. Mallorca  | 3–1 | 2–1 | 4–2 | 1–0 | 2–1 | 3–2 | 2–2 | 3–1 | 0–1 | 6–1 | 6–4 | —   | 1–1 | 3–2 | 6–1 | 1–0  |
| C. D. Mestalla     | 1–0 | 3–2 | 3–2 | 2–0 | 3–0 | 3–1 | 1–1 | 3–1 | 1–1 | 1–3 | 2–1 | 1–0 | —   | 1–0 | 0–1 | 3–0  |
| Real Murcia C. F.  | 6–1 | 3–1 | 1–0 | 2–1 | 3–0 | 4–2 | 6–1 | 2–0 | 4–2 | 6–1 | 4–2 | 5–2 | 6–1 | —   | 1–0 | 2–1  |
| A. D. Plus Ultra   | 2–1 | 2–1 | 4–0 | 4–2 | 4–0 | 4–1 | 4–1 | 2–1 | 4–1 | 2–0 | 6–4 | 2–1 | 6–1 | 3–3 | —   | 6–3  |
| U. D. Salamanca    | 2–1 | 4–3 | 2–0 | 2–1 | 4–1 | 3–1 | 2–1 | 5–0 | 2–0 | 3–0 | 2–2 | 3–0 | 2–0 | 1–0 | 4–1 | —    |

## Fase de ascenso

### Clasificación
| Pos. | Equipo                   | Pts. | PJ | G | E | P | GF | GC | Dif. | Clasificación                 |
| ---- | ------------------------ | ---- | -- | - | - | - | -- | -- | ---- | ----------------------------- |
| 1    | Real Santander S. D. (A) | 9    | 6  | 4 | 1 | 1 | 20 | 8  | +12  | Ascenso a Primera División    |
| 2    | U. D. Lérida (A)         | 6    | 6  | 3 | 0 | 3 | 14 | 15 | −1   | Ascenso a Primera División    |
| 3    | Real Murcia C. F. (A)    | 5    | 6  | 2 | 1 | 3 | 13 | 15 | −2   | Acceso a Promoción de ascenso |
| 4    | C. D. Alcoyano (A)       | 4    | 6  | 2 | 0 | 4 | 10 | 10 | 0    | Acceso a Promoción de ascenso |

 Fuente: Fútbol Regional
Criterios de clasificación: Puntos · Diferencia de goles · Goles a favor · Play-off

### Resultados
| Local \ Visitante    | ALC | LER | MUR | RSA |
| -------------------- | --- | --- | --- | --- |
| C. D. Alcoyano       | —   | 4–1 | 4–2 | 1–2 |
| U. D. Lérida         | 4–1 | —   | 4–1 | 3–2 |
| Real Murcia C. F.    | 4–0 | 3–1 | —   | 2–2 |
| Real Santander S. D. | 6–0 | 4–1 | 4–1 | —   |

### Promoción por el ascenso
La promoción se jugó a partido único en Barcelona y Madrid, con los siguientes resultados:
| 2 de julio de 1950 | Gimnástico de Tarragona | 3:6     | CD Alcoyano | Estadio de Sarriá, Barcelona |  |
|                    |                         | Reporte |             |                              |  |

| 2 de julio de 1950 | Real Oviedo CF | 0:2     | Real Murcia | Estadio Metropolitano de Madrid, Madrid |  |
|                    |                | Reporte |             |                                         |  |

- Ascienden a Primera División: CD Alcoyano y Real Murcia.
- Descienden a Segunda División: Gimnástico de Tarragona y Real Oviedo CF.

## Promoción de permanencia
La promoción se jugó a partido único en Zaragoza, Lérida, Granada y Albacete con los siguientes resultados:
| 9 de julio de 1950 | Club Erandio | 1:3     | CD San Andrés                 | Campo de Torrero, Zaragoza |                   |
|                    | Barin 46'    | Reporte | Vivet 28' Vivet 40' Vivet 48' | Árbitro(s): Arqué          | Árbitro(s): Arqué |

| 9 de julio de 1950 | CF Badalona                                                                | 6:1     | CD Tortosa | Campo de Deportes, Lérida  |                            |
|                    | Serratusell 24' Guix 55' Serratusell 64' Serratusell 82' Vila 86' Hill 90' | Reporte | Toha 23'   | Árbitro(s): Giménez Molina | Árbitro(s): Giménez Molina |

| 9 de julio de 1950 | Elche CF | 0:2 | SD Ceuta | Los Cármenes, Granada |  |

| 9 de julio de 1950 | Cartagena CF | 2:2 | Imperial CF | Parque de los Mártires, Albacete |  |

| 10 de julio de 1950 | Cartagena CF | 3:0 | Imperial CF | Parque de los Mártires, Albacete |  |

- Ascienden a Segunda División: CD San Andrés y SD Ceuta.
- Descienden a Tercera División: Club Erandio y Elche CF.

## Resumen
Campeón de Segunda División:
| - Real Santander Sociedad Deportiva |

Ascienden a Primera División:
| - Real Santander Sociedad Deportiva | - Unión Deportiva Lérida | - Club Real Murcia | - Club Deportivo Alcoyano |

Descienden a Tercera División: 
| - Arosa Sociedad Cultural | - Club Deportivo Castellón | - Club Erandio | - Elche Club de Fútbol |